# خط أنابيب الغاز عبر الأناضول
خط أنابيب الغاز عبر الأناضول - ومن خلال مشروع تاناب، سيتدفق غاز أذربيجان عبر جورجيا وتركيا إلى الأسواق الأوروبية. في 26 يونيو / حزيران 2012، كان أول اتفاق بشأن القضايا التنظيمية لتنفيذ مشروع رئيسي جديد بين أذربيجان وتركيا - خط أنابيب الغاز الطبيعي عبر الأناضول (تاناب).وقد وضع الرئيس الأذربيجاني الهام علييف والرئيس التركي رجب طيب أردوغان والرئيس الجورجي جورجي مارغفلاشفيلي مشروع خط الغاز الطبيعي عبر الأناضول الذي تبلغ قيمته 12 مليار دولار في كارس.

## أهمية
وبحلول عام 2026، سيتم تسليم مشروع تاناب إلى أوروبا بمقدار 31 مليار متر مكعب سنويا. وسوف يبدأ أول انتقال الغاز في عام 2018.في البداية، ومن المتوقع أن ينتقل هذا المشروع بعد 16 عاما، ثم 24 و 31 مليار متر مكعب من الغاز.تاناب هو أكبر مشروع للغاز الطبيعي في تركيا.فمن المتوقع أن تأخذ تركيا مكانا خاصا في مجال الطاقة العالمي.وفي الوقت الحاضر تولي البلدان الأوروبية أهمية خاصة للنقل الآمن لموارد الطاقة.كما ازدادت الحاجة إلى الغاز الطبيعي في العديد من البلدان الأوروبية، بما في ذلك تركيا.ولهذا السبب تهتم البلدان الأوروبية بالتعاون مع البلدان المصدرة للغاز البديلة للحصول على الغاز الطبيعي.ويمكن اعتبار مشروع تاناب مشروعا ناجحا من وجهة النظر هذه.بدأ مشروع تاناب حقبة جديدة بين أذربيجان وتركيا. وسيحول هذا المشروع البلدين الشقيقين إلى بلدان رئيسية في إمدادات الطاقة إلى الأسواق الأوروبية.وتعتزم شركة تاناب نقل 10 مليارات متر مكعب من الغاز إلى أوروبا و 6 مليارات متر مكعب من الغاز الاذربيجانى إلى تركيا.وتبلغ طاقة خط الانابيب 16 مليار متر مكعب سنويا، وتصل إلى 23 مليار متر مكعب في عام 2023 و 31 مليار متر مكعب في عام 2026.تم التوقيع على الاتفاق الحكومي الدولي بشأن تاناب في يونيو 2012 من قبل رئيس أذربيجان إلهام علييف ورئيس الوزراء رجب طيب أردوغان، رئيس وزراء تركيا آنذاك.وهذا مشروع أصبح حقيقة واقعة من خلال الجهود المشتركة لأذربيجان وتركيا.وستنقل شركة تاناب، التي تعد أطول جزء من ممر الغاز الجنوبي، الغاز الطبيعي من خط أنابيب جنوب القوقاز من بداية عام 2020 إلى خط أنابيب النقل الأدرياتيكي (تاب) عبر اليونان وألبانيا وإيطاليا إلى أوروبا.وفيما يلي حصة مساهمي الشركة في هذا المشروع: ممر الغاز الجنوبي شركة مساهمة مقفلة) 58٪ (، بوتاس - 30٪ وبب - 12٪.

## طريق
وسيصل طول الخط إلى 1,850 كيلومترا، وسيبدأ من قرية بوسوف في إقليم أردهان في جورجيا، ومن قرية تورغوزو وسيتصل بأردهان وكارس وإرزوروم وإرزينكان وبايبورت وجوموشان وجيرسون وسيافاس ويوزغات وكيرشهر وكركالي وأنقرة وإسكي شهر وبليسيك وكوتاهيا وبورصا وبلكيسير، تيكيرداغ وإدرنة، وستنتهي في منطقة إيبسالا في أدرنة على الحدود اليونانية.سيكون هناك نقطتي وصول في تراكيا في إسكيسهير للاتصال بشبكة نقل الغاز الطبيعي الوطنية.تم تقديم المشروع لأول مرة في منتدى الطاقة والاقتصاد الثالث للبحر الأسود الذي عقد في إسطنبول في 17 نوفمبر 2011.26 ديسمبر 2011 تم توقيع مذكرة تفاهم بين تركيا وأذربيجان.

## الوصف
من المتوقع أن تصل تكلفة خط الأنابيب إلى 10-11 بليون دولار. من المخطط أن تبدأ أعمال الإنشاء في 2015 وأن تنتهي بحلول 2018.السعة المخططة لخط الأنابيب هي 16 بليون متر مكعب من الغاز الطبيعي سنوياً في المرحلة الأولى والتي ستزيد إلى أكثر من 23 بليون متر مكعب في 2023، 31 بليون متر مكعب في 2026، وفي المرحلة الأخيرة 60 بليون متر مكعب ليكون قادراً على نقل إمداد الغاز الطبيعي الإضافية من أذربيجان، ومن خط أنابيب الغاز عبر قزوين، من تركمنستان. ستزيد قدرته بإضافة دوائر ومحطات ضغط متوازية تبعاً لزيادة الإمدادات المتاحة. لم يقرر بعد إذا ما كان خط الأنابيب سيستخدم أنابيب بقطر 1.200 أو 1.400 ملم.

## استهلاك الطاقة
وستبلغ الطاقة المخططة لخط انابيب الغاز 16 مليار متر مكعب من الغاز الطبيعى سنويا في المرحلة الأولى.وفي المرحلة النهائية 60 بليون متر مكعب من أجل التمكن من نقل إمدادات إضافية من الغاز من أذربيجان وفي حالة خط أنابيب الغاز عبر قزوين من تركمانستان.ومن المقرر زيادة قدرتها بإضافة دورات متوازية ومحطات ضاغط، على التوالي، إلى زيادة الاحتياطيات القائمة.

## المساهمون
سوكار (80٪)، بوتا (15٪)، وتباو (5٪) هي شركات تأسيسية من الكونسورتيوم.ويحق لشركة سوكار بيع جزء من أسهمها لشركاء الأقليات.بب ترغب في الحصول على حصة 12٪ في هذا المشروع.
=
في 12 يونيو 2018، أقيم حفل افتتاح مشروع خط أنابيب الغاز عبر الأناضول في إسكيشير، تركيا.جنبا إلى جنب مع رئيس أذربيجان وتركيا حضر رئيسا صربيا وأوكرانيا، زعيم شعب شمال قبرص، ورئيس وزراء بلغاريا وغيرهم من كبار المسؤولين حفل افتتاح. ألقى رئيس سوكار روفناج عبد اللاييف ووزير الطاقة التركي بيرات البيرق كلمات في حفل الافتتاح.

## نقل إمدادات الغاز إلى أوروبا
كان من المقرر تسليم أول شحنات خط أنابيب الغاز عبر الأناضول (TANAP) إلى أوروبا في يونيو 2019.
في 1 يوليو لعام 2019 أعلنت أذربيجان استكمال إنشاء خط أنابيب الغاز عبر الأناضول، ووصل الغاز الأذربيجاني إلى الحدود التركية - اليونانية عبر خط أنابيب الغاز عبر الأناضول (TANAP). 

في 30 نوفمبر لعام 2019، أقيم حفل افتتاح خط أنابيب الغاز عبر الأناضول - TANAP الذي يربط أوروبا بمستوطنة إبسالا في محافظة أدرنة
، تركيا.